# مارك كريغتون
مارك كريغتون (بالإنجليزية: Mark Creighton)‏ هو لاعب كرة قدم بريطاني، ولد في 8 أكتوبر 1981 في برمنغهام في المملكة المتحدة. لعب مع أكسفورد يونايتد ونادي ريكسهام.

## وصلات خارجية
- مارك كريغتون على موقع قاعدة بيانات كرة القدم.إي يو (الإنجليزية)
- مارك كريغتون على موقع Soccerbase.com (لاعب) (الإنجليزية)